# Langeskov Station
Langeskov Station er en jernbanestation i Langeskov på den fynske hovedbane. Den nuværende station er den anden, der blev indviet 4. oktober 2015.

## Historie
Den første station blev åbnet i 1869. Den blev sammen med Marslev, Ullerslev og Hjulby Stationer nedlagt den 22. maj 1977, da de lokale tog imellem Nyborg og Odense ophørte. Dog var der et morgentog fra Nyborg til Odense, som stoppede på de gamle stationer indtil 27. maj 1979. Trafikken til stationens sidespor, som lå på den modsatte side af stationsbygningen, blev stoppet 30. september 1982. Den oprindelige stationsbygning er indrettet til bolig- og kontorlejemål.
Stationen genåbnede 4. oktober 2015 på en ny placering nær Langeskov-Centret, cirka 300 meter vest for den oprindelige station. Stationen bliver betjent af InterCitytog i timedrift.

## Galleri
- Spor 1 set mod øst. Spor 2 ses i baggrunden.
- Den tidligere stationsbygning.